# Novi klinci s Beverly Hillsa
Novi klinci s Beverly Hillsa je američka tinejdžerska televizijska serija koju su razvili Rob Thomas, Jeff Judah i Gabe Sachs i četvrti nastavak Beverly Hills franšize koju je kreirao Darren Star. Novi klinci s Beverly Hillsa je prva serija koju producira CBS Productions. Serija je premijerno prikazana na The CW programu, 2. rujna 2008. godine s dvjema epizodama. 

## Radnja
Radnja serije vrti se oko nekoliko studenata izmišljene srednje škole West Beverly Hills High, uključujući i novo pridošlice u Beverly Hills: Annie Wilson i Dixon Wilson. Njihov otac Harry Wilson vratio se iz Kanzasa u kuću gdje je proveo djetinjstvo kako bi skrbio o svojoj majci, bivšoj televizijskoj i kazališnoj glumici Tabithi Wilson, koja ima problem s alkoholom i konstantno se svađa s Harryjevom ženom Debbie. U početku se Annie i Dixon bore kako bi se prilagodili svojim novim životima i pokušavaju pronaći prave prijatelje u isto vrijeme zadovoljavajući zahtjeve svojih roditelja. 

## Specijalni gosti
Tijekom prvih dviju sezona, u seriji su se pojavljivali neki od glumaca koji su glumili u originalnoj seriji Beverly Hills, 90210 kao što su Jennie Garth, Shannen Doherty, Tori Spelling, Ann Gillespie i Joe E. Tata. Međutim, nakon završetka druge sezone objavljeno je da trenutno nema planova da se neki od starih likova ponovno pojave. U finalu pete sezone, koja je bila i posljednja, gostovali su Goo Goo Dolls, koji su također gostovali u Beverly Hills, 90210